# Moby Dick și Secretul lui Mu
Moby Dick și Secretul lui Mu este un desen animat franco-luxemburghez creat de Eric Paul Marais (texte) și Philippe Duchêne (desene) și regizat de Benoît Petit. Este vorba despre un băiat numit Romi care împreună cu prietena sa, Satya, și pasărea lui, Zu, caută tăblițele din Mu care cuprind texte străvechi pierdute odată cu marele cataclism.
Desenul animat se bazează foarte vag pe romanul Moby Dick de Herman Melville, cât și pe mitul Atlantidei. Spre deosebire de carte, căpitanul Ahab nu are un picior paralizat.

## Sinopsis
Romy, un baiat neînfricat de 12 ani (13 la sfârșitul seriei), pleacă în căutarea celor 24 de tablete ale lui Mu care dezvăluie secretele pierdute cu ocazia marelui cataclism. În compania prietenilor lui, Zu și Satya (13, probabil 14 la sfârșitul seriei), el se deplasează de la un colț al globului la altul cu Kamal drept consilier. Cu toate acestea, el e judecat de către teribilul căpitan Ahab și de cei doi acoliți, Stubb și Flask, pe vasul acestora numit Pequod. Mai mult decât atât, Moby Dick, balena albă, cel mai rău coșmar lui Ahab, va fi de partea lor. Balena va da o mână de ajutor celor trei eroi în căutarea lor pentru aflarea trecutului.